# Blocbirds

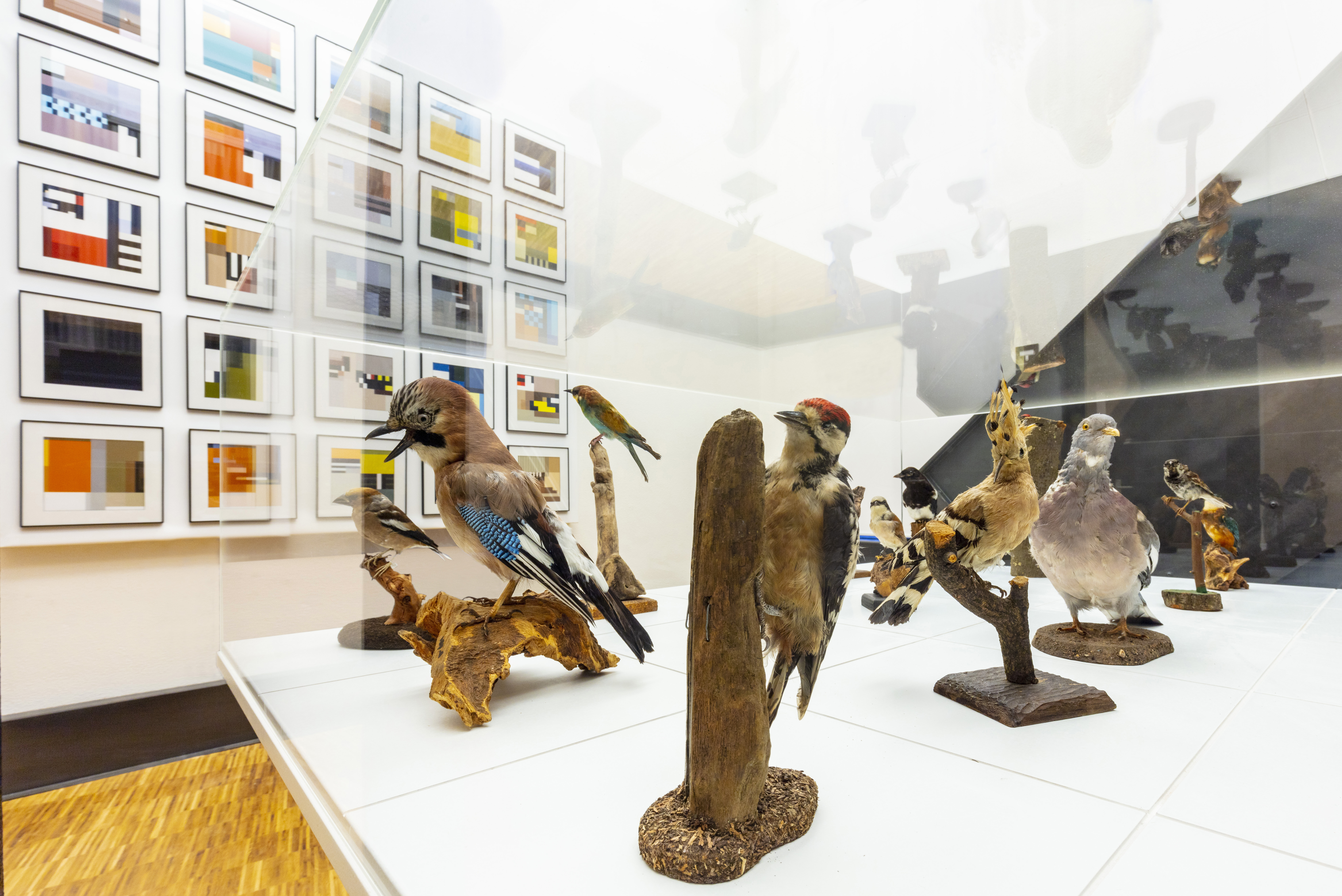
Blocbirds in het GRID Grafisch Museum, Groningen

Blocbirds is een kunstinstallatie van het Nederlandse ontwerpersduo Paul&Albert. Het bestaat uit vijfentwintig grafische weergaven van Europese vogels.
De grafische werken zijn volledig opgebouwd uit vierhoekige vormen. Die blokken bij elkaar vormen het verenkleed van de vogels. Het werk werd voor het eerst gepresenteerd in 2017 in het GRID Grafisch Museum Groningen. Sindsdien is de installatie in meerdere musea te bezichtigen geweest. Blocbirds is onder andere onderscheiden in 2019 met een Grand Prix tijdens de Red Dot-prijsuitreiking in Berlijn.